# أركانجلسكويي (مقاطعة موسكو)
أركانجلسكويي (بالروسية: Архангельское) هي مدينة في مقاطعة موسكو أوبلاست في روسيا.